# Tityus cerroazul
Tityus cerroazul is een schorpioenensoort uit de familie Buthidae die voorkomt in Midden-Amerika. Tityus cerroazul is 3 tot 4 cm groot.
Het verspreidingsgebied van Tityus cerroazul omvat zuidelijk Costa Rica tot oostelijk Panama. De soort komt voor in de Caribische regenwouden van zeeniveau tot 700 meter hoogte. Tityus cerroazul houdt zich op onder boomstronken.